# Caltha
Caltha és un petit gènere de plantes amb flors.
El nom Caltha deriva de la paraula grega per a taça "Calyx" que descriu les flors obertes.
Són plantes originàries de les regions de clima temperat dels dos hemisferis. Són herbàcies i perennes que fan de 15 a 80 cm d'alt i creixen en torberes o prats molt humits.
L'única espècie que creix als Països Catalans és la calta (Caltha palustris)
Espècies
- Caltha alba
- Caltha appendiculata
- Caltha dionaeifolia
- Caltha introloba
- Caltha leptosepala
- Caltha natans
- Caltha novae-zelandiae
- Caltha obtusa
- Caltha palustris
- Caltha sagittata
- Caltha scaposa